# Thai Women’s League 2019
Die Thai Women’s League 2019 war die fünfte Spielzeit der thailändischen Fußballliga der Frauen. Einen Titelverteidiger gab es nicht, da der vorherige Wettbewerb nicht bis zum Ende ausgespielt worden war. Die Saison begann im Januar 2019 und endete im Mai 2019 mit dem Meisterschaftsfinale.

## Modus
Zuerst spielten alle Vereine verteilt auf zwei Gruppen um die Meisterschafts-Finalrunde. Die jeweils besten zwei Mannschaften erreichten das Meisterschafts-Halbfinale. Der Gewinner des Finales wurde TWL-Meister 2019.

## Teilnehmer
Folgende Mannschaften nahmen an der Piala Pertiwi 2019 teil:
| - Chonburi WFC - Bangkok WFC - Nakhon Si Lady SS WFC - Thailand-U16 - Lampang Sports School WFC - Thammasat University WFC | - BG Bundit Asia WFC - Air Force WFC - Thailand-U19 - Sisaket Sports School WFC - Kasem Bundit University WFC |

## Hauptrunde

### Gruppe A
| Pl. | Verein                    | Sp. | S  | U | N  | Tore    | Diff. | Punkte |
| --- | ------------------------- | --- | -- | - | -- | ------- | ----- | ------ |
| 1.  | Chonburi WFC              | 10  | 10 | 0 | 0  | 052:200 | +50   | 30     |
| 2.  | Bangkok WFC               | 10  | 6  | 2 | 2  | 034:100 | +24   | 20     |
| 3.  | Nakhon Si Lady SS WFC     | 10  | 5  | 2 | 3  | 023:140 | +9    | 17     |
| 4.  | Thailand-U16              | 10  | 4  | 2 | 4  | 019:170 | +2    | 14     |
| 5.  | Lampang Sports School WFC | 10  | 2  | 0 | 8  | 018:370 | −19   | 06     |
| 6.  | Thammasat University WFC  | 10  | 0  | 0 | 10 | 003:690 | −66   | 0      |

| Nach 10. Spieltag:                         |  |
| Teilnahme an der Meisterschafts-Finalrunde |  |
|                                            |  |

### Gruppe B
| Pl. | Verein                      | Sp. | S | U | N | Tore    | Diff. | Punkte |
| --- | --------------------------- | --- | - | - | - | ------- | ----- | ------ |
| 1.  | BG Bundit Asia WFC          | 8   | 8 | 0 | 0 | 038:200 | +36   | 24     |
| 2.  | Air Force WFC               | 8   | 6 | 0 | 2 | 033:100 | +23   | 18     |
| 3.  | Thailand-U19                | 8   | 4 | 0 | 4 | 019:120 | +7    | 12     |
| 4.  | Sisaket Sports School WFC   | 8   | 1 | 0 | 7 | 013:390 | −26   | 03     |
| 5.  | Kasem Bundit University WFC | 8   | 1 | 0 | 7 | 006:460 | −40   | 03     |

| Nach 8. Spieltag:                          |  |
| Teilnahme an der Meisterschafts-Finalrunde |  |
|                                            |  |

### Meisterschaftsrunde
- Halbfinale, 2. Mai 2019

|              | Ergebnis        |                    |
| ------------ | --------------- | ------------------ |
| Chonburi WFC | 0:0 (4:3 i. E.) | Air Force WFC      |
| Bangkok WFC  | 2:2 (2:3 i. E.) | BG Bundit Asia WFC |

- Spiel um Platz 3., 11. Mai 2019

|             | Ergebnis |               |
| ----------- | -------- | ------------- |
| Bangkok WFC | -:-      | Air Force WFC |

- Finale, 11. Mai 2019

|              | Ergebnis |                    |
| ------------ | -------- | ------------------ |
| Chonburi WFC | -:-      | BG Bundit Asia WFC |